# مجزرة قرية جمزو (9 يوليو 1948)
وقعت مجزرة جمزو إثر هجوم قوات صهيونية من الجيش الإسرائيلي على القرية في 9 يوليو 1948.

## الموقع
تبعد قرية جمزو عن مدينة الرملة 6.5 كيلو متر.

## التاريخ
هاجمت قوة من لواء يفتاح التابعة للجيش الإسرائيلي قرية جمزو في 9 يوليو 1948 في إطار عملية داني وانقسمت إلى قسمين: أحدهما توجه نحو الجنوب واحتل قرية عنابة ثم احتلت قرية جمزو، قرب مدينة الرملة.  بعد ذلك بقليل طرد المهاجمون أهل القرية، وكان الجيش الإسرائيلي يطلق النار على الأهالي وهم هاربون، فاستشهد منهم عشرة أشخاص.
وبعد شهرين من المذبحة بالتحديد في 13 سبتمبر 1948 أدرج قرية رئيس الحكومة الإسرائيلية دافيد بن غوريون قرية جمزو من القرى ال 14 المدرجة على قائمة القرى المنوي تدميرها.
تذكر مصادر عدة أن لواء يفتاح احتل جمزو يوم 10 يوليو 1948 في إطار عملية داني. ويقول الكاتب المصري محمد عبد المنعم إن وحدات المشاة الإسرائيلية التي دخلت اللد يوم 11 يوليو دخلت من جهة جمزو. وقالت صحيفة نيويورك تايمز إن احتلال جمزو وبضع قرى أخرى سواها بدا كأنه عملية تطويق للاستيلاء على الرملة.
لم يبق من منازل القرية إلا حجارة مبعثرة في أرجاء المكان وبعض الحيطان المتداعية الضعيفة.
أقيم بعد ذلك على أراضي قرية جمزو مستعمرة غمزو في عام 1950.